# Clase T-1
La Clase T-1 fue una serie de 22 buques torpederos construidos entre 1912 y 1921 en los astilleros de la S.E.C.N. en Cartagena para la Armada Española. La primera unidad (T1) fue botada el 3 de agosto de 1911, y entregado a la Armada el 9 de mayo de 1912.

## Diseño

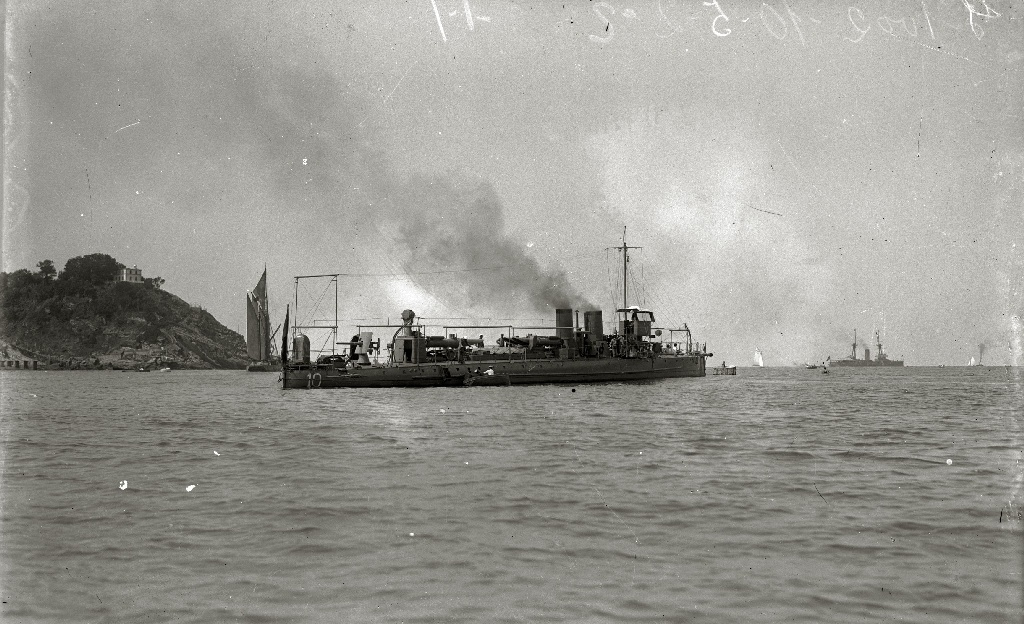
Torpedero T-10 en San Sebastián en 1922.

El Ministerio de Marina encargó a los Chantiers et Ateliers A. Normand de Le Havre unos planos derivados del torpedero francés tipo Bourrasque; planos que fueron enviados a Madrid, la Armada los entregó a la Naval. Por razones técnicas, los 24 torpederos previstos en principio en el programa naval de 1908 quedaron reducidos a 22. 
La primera unidad efectuó sus pruebas de mar en diciembre de 1911. Los cañones de 47 mm licencia Vickers fueron construidos por la empresa Sociedad Anónima Placencia de las Armas.
Las diez primeras unidades disponían de tres hélices de 0,78 m de diámetro las dos laterales y 1,10 m la central; los otros doce tenían solamente dos ejes. Los tres tubos lanzatorpedos de 450 mm en montaje sencillo y uno doble, ambos a crujía fueron fabricados por la S.E.C.N.
Eran buques de cubierta corrida, con puente de lona, y la cocina en cubierta entre las dos chimeneas.

## Historial

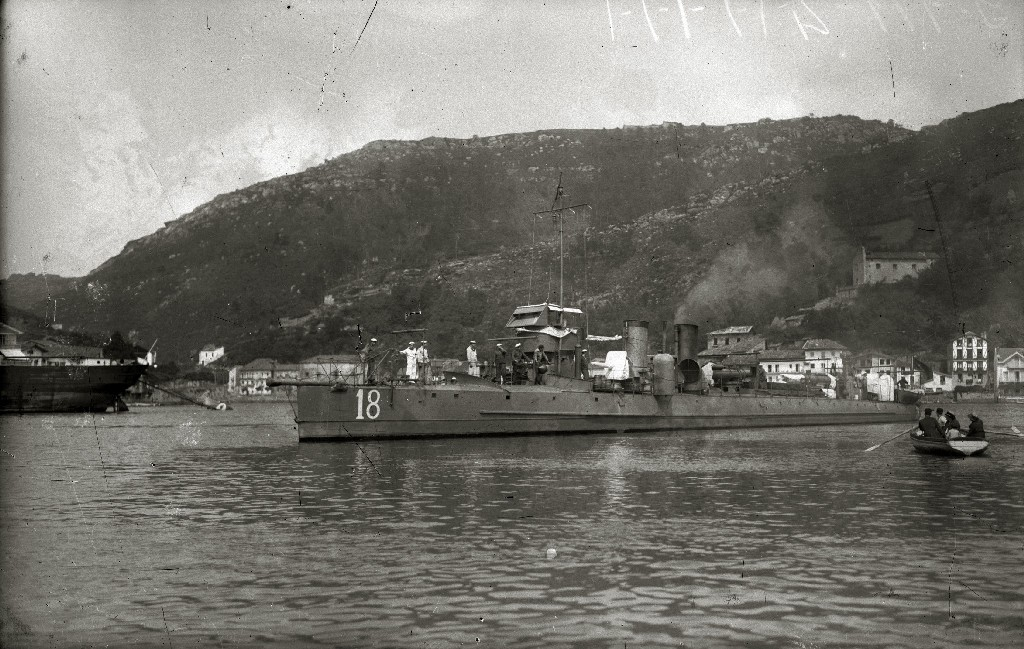
Torpedero T-18 en Pasajes en 1922.

- El T-22 colaboró con los submarinos Isaac Peral (A-0), B-2 y A-3 para abastecer de agua al asediado Peñón de Alhucemas en 1922.
- Los torpederos T-1, T-11, T-16, T-18 y T-22 participaron en el desembarco de Alhucemas.
- Los T-3, T-6, T-16, T-17, T-18, T-20, T-21 y T-22 quedaron en manos del gobierno de la República tras el golpe de Estado del 18 de julio de 1936, si bien el T-18 estaba inservible.
- Los T-2, T-7, T-9 y T-19 quedaron en manos de los sublevados.
- El T-19, junto con el Cañonero Dato y el guardacostas Uad Kert, impidió que el Alcalá Galiano interceptase el convoy sublevado del 5 de agosto de 1936 en aguas del Estrecho.

## Unidades de la Clase T-1

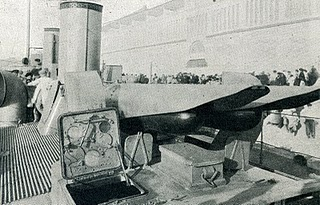
Montaje lanzatorpedos doble del T-1. Exhibición en la ciudad de Tortosa en marzo de 1915.

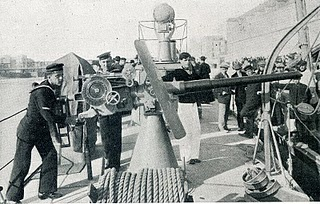
Cañón 47 mm del T-1.

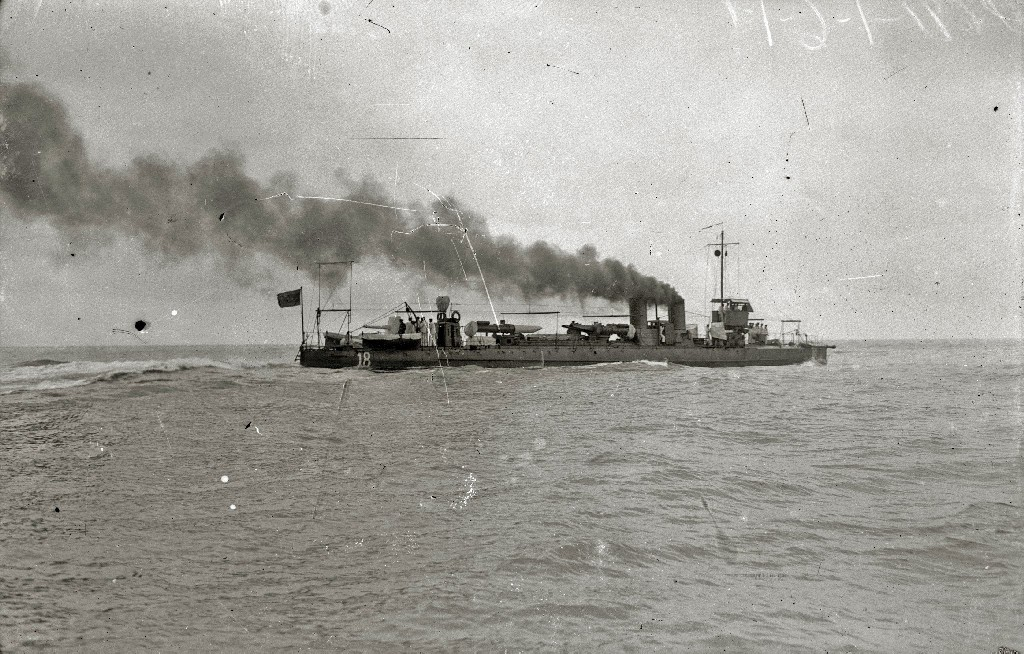
Torpedero T-18 en 1922.

| Nombre | Alta | Baja | Causa                                              | Guerra Civil            |
| ------ | ---- | ---- | -------------------------------------------------- | ----------------------- |
| T-1    | 1912 | 1931 | Averiado                                           |                         |
| T-2    | 1912 | 1939 | Encallado en Santander el 13 de septiembre de 1937 | Sublevados              |
| T-3    | 1912 | 1937 | Arruinado el 3 de septiembre de 1936               | Gobierno                |
| T-4    | 1913 | 1939 | Echado a pique en abril de 1939                    | Gobierno                |
| T-5    | 1913 | 1931 | Averiado                                           |                         |
| T-6    | 1914 | 1934 | Averiado                                           |                         |
| T-7    | 1915 | 1946 | Averiado                                           | Sublevados              |
| T-8    | 1915 | 1932 | Averiado                                           |                         |
| T-9    | 1915 | 1943 | Dado de baja                                       | Sublevados              |
| T-10   | 1915 | 1932 | Averiado                                           |                         |
| T-11   | 1916 | 1931 | Averiado                                           |                         |
| T-12   | 1916 | 1932 | Averiado                                           |                         |
| T-13   | 1916 | 1932 | Averiado                                           |                         |
| T-14   | 1916 | 1949 | Dado de baja                                       | Gobierno                |
| T-15   | 1917 | 1935 | Averiado                                           |                         |
| T-16   | 1917 | 1941 | Descartado                                         | Gobierno                |
| T-17   | 1917 | 1952 | Dado de baja                                       | Gobierno                |
| T-18   | 1918 | 1939 | Dado de baja                                       | Inservible en la guerra |
| T-19   | 1920 | 1941 | Dado de baja                                       | Sublevados              |
| T-20   | 1920 | 1940 | Echado a pique en 1939                             | Gobierno                |
| T-21   | 1921 | 1940 | Echado a pique en 1939                             | Gobierno                |
| T-22   | 1921 | 1940 | Echado a pique en 1939                             | Gobierno                |
| T-23   | ---  | ---  | Cancelado en 1923                                  |                         |
| T-24   | ---  | ---  | Cancelado en 1923                                  |                         |